# Каланхое длинноцветковое
Каланхое длинноцветковое (лат. Kalanchoe longiflora) – вид суккулентных растений рода Каланхое (Kalanchoe) семейства Толстянковые (Crassulaceae).

## Описание
Кустарник с поникающими побегами длиной до 40 см; корни мочковатые. Листья черешковые с клиновидным основанием, имеют маленький обхватывающий черешок от 1 до 15 мм длиной. Листовая пластинка  с серо-зеленым налетом, от обратнояйцевидной до почти округлой формы 40-60 x 30-60 мм, с острой или закругленной верхушкой и зубчатыми краями. Соцветие округлый тирс с несколькими рыхлыми дихазиями. Чашечка с узкотреугольными чашелистиками 2-3 мм. Окраска венчика от жёлтой до оранжевой; трубка 11-14 мм. Пыльники 1-1,2 мм. Семена 0,8 мм.

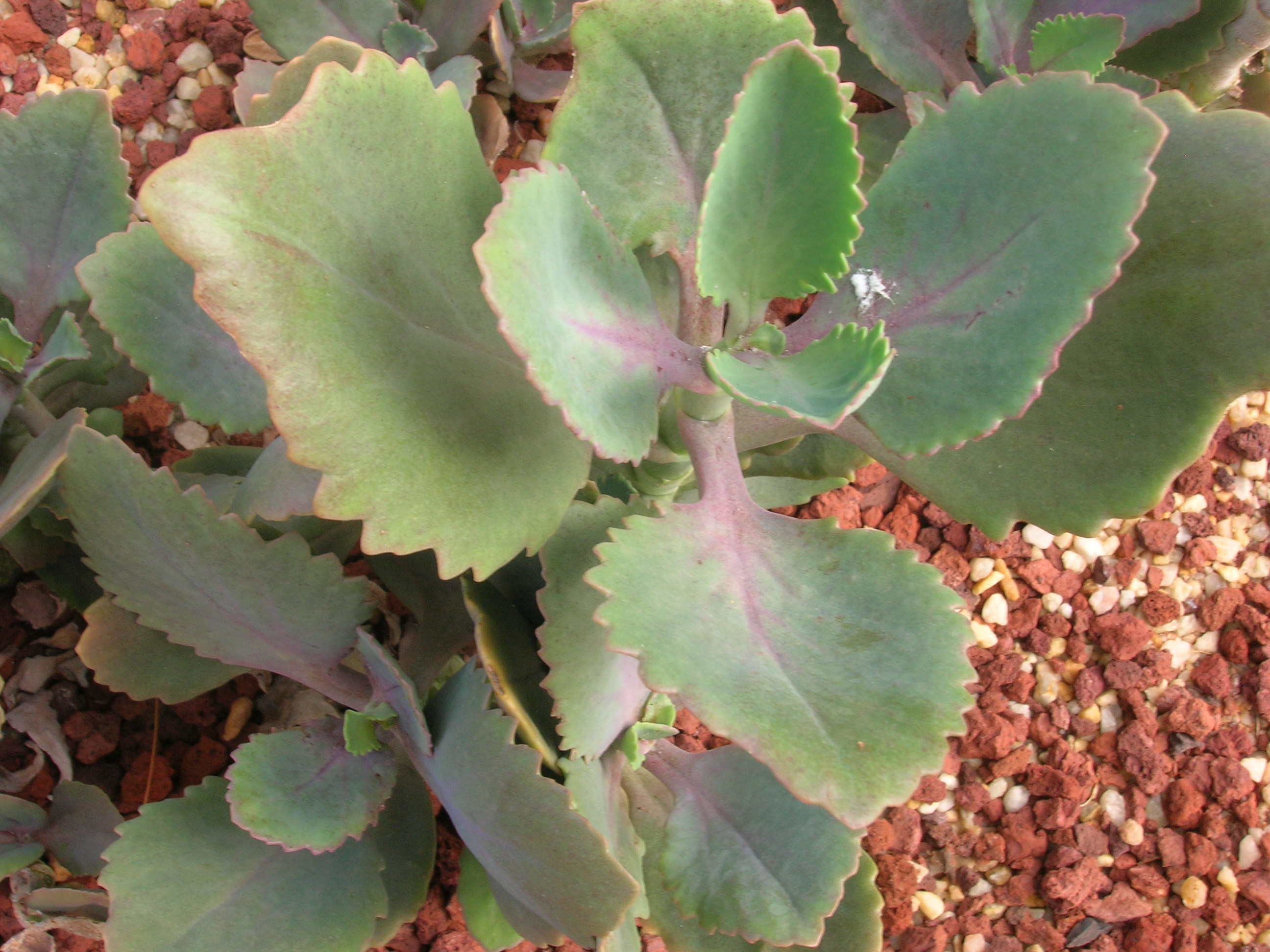
Листья
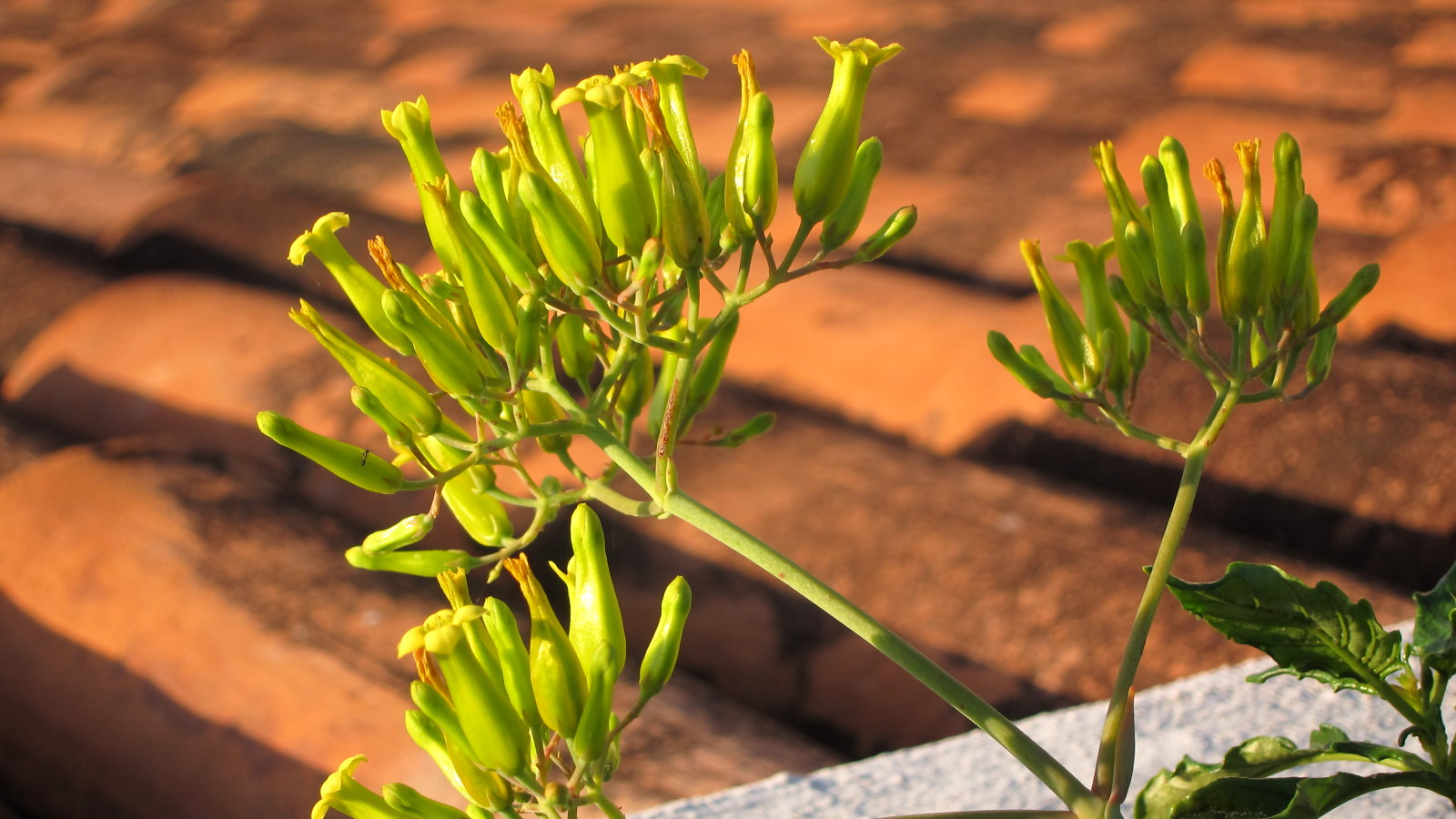
Соцветие

## Распространение
Эндемик провинции Квазулу-Натал ЮАР, произрастает в основном в субтропическом биоме.

## Таксономия
Kalanchoe longiflora Schltr., первое упоминание в J.M.Wood, Natal Pl. 4: t. 320 (1903).

#### Этимология
Kalanchoe: Название рода является французской фонетической транскрипцией китайского Kalan Chauhuy – «то, которое падает и растет», в виду того что у некоторых видов дочерние растения образуются прямо на листьях, затем падают и прорастают.
longiflora: Латинский эпитет, означающий «длинноцветковый».

#### Сорта
По некоторым данным имеет один сорт, или разновидность, с красно-зелёными выраженными листьями:
- Kalanchoe longiflora cv. coccinea Schltr.